# 가자 학살
가자 학살은 2023년 10월 이스라엘-하마스 전쟁 발발 이후 팔레스타인 가자 지구에서 이스라엘이 팔레스타인인을 대상으로 벌이는 집단살해 또는 학살을 가리킨다. 유엔 특별위원회, 국제앰네스티, 그리고 여러 전문가 및 인권 단체들에 따르면, 이스라엘은 현재 진행 중인 가자 지구 침공 및 폭격 과정에서 팔레스타인 민족에 대한 집단학살을 자행하고 있다. 전문가들과 인권 단체들이 묘사한 집단학살 행위에는 대규모 살상, 전쟁 수단으로서의 기아 사용, 민간 인프라 파괴, 의료 종사자에 대한 공격, 강제 이주 등이 포함된다. 유엔 전문가들, 점령 팔레스타인 지역에 관한 유엔 특별보고관 프란체스카 알바네세, 휴먼 라이츠 워치 등 여러 관측자들은 이스라엘 고위 관료들의 발언이 가자 지구 인구를 전체 혹은 일부라도 “파괴할 의도”가 있음을 시사한다고 판단하고 있으며, 이는 법적으로 집단학살의 성립 요건 중 하나이다.
2025년 4월 기준, 가자 보건부는 최소 5만 500명이 사망했다고 보고하였으며, 이는 가자 지구 전체 인구 중 44명당 1명꼴이다. 하루 평균 93명이 가자에서 사망하고 있으며, 희생자의 대부분은 민간인이고  이 중 최소 50%가 여성과 어린이이다. 최근의 다른 세계 분쟁과 비교할 때, 언론인, 인도주의 및 보건 종사자, 어린이의 사망자 수는 가장 높은 수준에 속한다. 파괴된 건물 잔해 속에는 여전히 수천 구의 시신이 묻혀 있는 것으로 추정된다. 《란셋(Lancet)》에 실린 한 연구는 2024년 6월까지 외상성 부상으로 인한 사망자가 6만 4,260명에 달한다고 추정했으며, 간접적인 사망까지 포함할 경우 사망자 수는 훨씬 더 많을 수 있다고 밝혔다. 2025년 1월 기준으로 외상성 부상으로 인한 사망자는 약 8만 명에 이를 것으로 추산된다. 부상자 수는 10만 명 이상이며, 가자는 세계에서 인구 대비 절단상을 입은 어린이 수가 가장 많은 지역이다.
팔레스타인인 약 190만 명, 즉 가자 지구 전체 인구의 85%가 이스라엘에 의해 강제 이주를 당했다. 이스라엘의 봉쇄는 가자 내 기아와 기근 위험을 심화시켰으며, 일부 이스라엘 민간인들은 국경을 넘어 들어오는 인도주의 물자를 실은 구호 차량을 차단하거나 공격하기도 했다. 분쟁 초기, 이스라엘은 가자의 수도와 전력 공급을 차단하였다. 2024년 8월 기준으로 가자 내 36개 병원 중 17개만이 부분적으로 기능하고 있으며, 보건센터의 84%가 파괴되었거나 피해를 입었다. 이스라엘은 가자 내 문화적으로 중요한 건물들도 다수 파괴하였으며, 가자의 12개 대학 전부, 학교의 80%, 그리고 여러 모스크, 교회, 박물관, 도서관 등을 포함한다.
남아프리카 공화국 정부는 이스라엘이 집단살해죄의 방지와 처벌에 관한 협약을 위반했다는 이유로 국제사법재판소(ICJ)에 ‘남아공 대 이스라엘’ 사건을 제소하였다. 초기 판결에서, 국제사법재판소는 남아프리카 공화국이 해당 사건을 제기할 자격이 있음을 인정하였으며, 팔레스타인인이 집단학살로부터 보호받을 권리가 있음을 확인하였다.  재판소는 이스라엘이 집단학살금지협약에 따른 의무를 준수할 것, 즉 집단학살 행위를 방지하고, 집단학살 선동을 예방하고 처벌하며, 가자에 기본적인 인도주의적 서비스를 허용할 것을 명령하였다. 이후 국제사법재판소는 이스라엘이 가자에 대한 인도주의 지원을 확대하고, 라파 지역에 대한 군사 작전을 중단할 것을 추가로 명령하였다. 이스라엘 정부는 남아프리카 공화국의 주장을 부인하고 있다.